# Ann-Christine Jansson
Ann-Christine Jansson (* 1950) ist eine schwedische Fotografin und Fotojournalistin, die in Berlin lebt und arbeitet.

## Leben und Werk
Jansson studierte zunächst in Schweden Kunstgeschichte, Pädagogik und Soziologie an der Universität Stockholm.
Während des Studiums konzipierte sie mit Studenten aus der Fotoschule des Altmeisters der zeitgenössischen skandinavischen Fotografie, Christer Strömholm, die Fotoausstellung „Tomtebogatan“. 1980 kam sie nach Berlin. Seitdem arbeitet sie als freie Fotojournalistin sowohl für internationale Zeitungen und Magazine als auch für diverse deutsche Magazine wie „Stern“, „Die Zeit“ und „Der Spiegel“. Auch hat sie Veröffentlichungen in zahlreichen Buchpublikationen. Darüber hinaus kuratierte sie mehrere Ausstellungen. Ferner war sie Bildredakteurin beim Svenska Dagbladet und der taz. Einige Jahre berichtete sie für die Schweden-Redaktion des Deutschlandfunks aus Berlin. Jansson gibt Kurse in Fotografie am „Photocentrum der Gilberto Bosques Volkshochschule“.
Janssons Fotografien werden in vielen Einzel- und Gruppenausstellungen im In- und Ausland präsentiert. Am meisten interessierte sie sich für die „Sozialreportage“. Im Fokus ihrer Fotografien stehen u. a. die Ereignisse der 80er Jahre in West-Berlin, die Opposition sowie die friedliche Revolution in der DDR, der Fall der Mauer und die darauf folgenden Umwälzungen im Leben der Menschen sowie die politische Wendezeit in Ungarn und der Tschechoslowakei.

## Auswahl von Einzel- und Gruppenausstellungen
- Tyskland konkret (Deutschland konkret), Stockholm 1984
- Schlaglichter-Schlagstöcke, Berlin 1987
- Das Land, das verschwand, Nimes, Frankreich 1990
- Ihr Leben ist die Flucht, Berlin 1992
- Außenansichten, Bonn und Berlin 1995–1996
- 50 Jahre STERN: die besten Fotos, Jubiläumsausstellung des Nachrichtenmagazins Stern, Köln, Hamburg, Berlin 1998–1999
- Einmal ein weißes Brautkleid tragen..., Carrousell-Theater, Berlin 2003–2004
- GLANCES IN BETWEEN, exhibeo galerie, Berlin 2010
- GLANCES IN BETWEEN - EAST AND WEST - photographs by Ann-Christine Jansson, The National Museum of Photography at the Royal Library, Black Diamond, Kopenhagen 2009
- Stillstand und Bewegung, EMOP, Europäische Monat der Fotografie, Museum Kreuzberg 2012
- RADIKAL Persönlich, Fotografien von Ann-Christine Jansson, Zionskirche, Berlin 2014
- HAYYAN WAITING, Deutsche Kinemathek, Museum für Film und Fernsehen, Berlin 2016
- ENTDECKUNGEN, Kulturprojekte, Podevil, Berlin 2016
- EINS, Kunstquartier Bethanien, Berlin 2016
- 1988, FHXB Museum, Berlin 2018
- Ungeschönt - Unfiltered, FHXB Museum, EMOP, Europäische Monat der Fotografie, Berlin 2018
- BORDERLINE, Grenzenloses Arbeiten, Salon Wellenmaschine, EMOP, Europäische Monat der Fotografie, Berlin 2018[7]
- UMBRÜCHE 1980–1995, Photographs by Ann-Christine Jansson, Fotogalerie Friedrichshain, Berlin 2018–2019
- Ann-Christine Jansson UMBRÜCHE. Fotografien 1980–1995, Freelens Galerie, Hamburg 2019–2020[8]
- Umbruch Ost. Lebenswelten im Wandel, Bundesstiftung Aufarbeitung, Open Air, Berliner Abgeordnetenhaus 2020
- Ann-Christine Jansson UMBRÜCHE: Fotografien 1980–1995, GAF, Galerie für Fotografie, Hannover 2020
- Jubiläumsausstellung 35 Jahre Fotogalerie Friedrichshain, Berlin 2020

## Kuratierte Ausstellungen (Auswahl)
- Progress, Berlin 2002
- CHRISTER STRÖMHOLM - Lebenswerk und Fotoschule, Willy-Brandt-Haus, Berlin 2004
- Fremde Welten - nebenan, Rathaus Kreuzberg, Berlin 2004
- Zeitsprünge, Galerie der Künste, Berlin 2005
- wesen-gewesen, alte feuerwache, Berlin 2006
- Arbeitswelten, alte feuerwache, Berlin 2009
- Deutschland wer bist du, alte feuerwache, Berlin 2011
- facetten des seins, alte feuerwache, Berlin 2012
- Glaubenssache, alte feuerwache, Berlin 2013
- First came the clowns, SomoS Art Gallery, Berlin 2014
- FORGOTTEN CITY, Deutsche Kinemathek, Museum für Film und Fernsehen, Berlin 2016
- WOHER-WOHIN, Fotogalerie Friedrichshain, Berlin 2017
- FREMD SEIN, Galerie Wellenmaschine, Berlin 2017
- Footprints - Nachhaltige Geschichten, KMH, Kulturmarkthalle, Berlin 2020[9]

## Bücher
- Ann-Christine Jansson: Turns/Umbrüche – Jene Jahre 1980-1995, Seltmann Publishers GmbH, Berlin 2018, ISBN 978-3-946688-48-8.